# Ioquake3
ioquake3 — відеогра на базі відкритого сирцевого коду гри Quake III Arena версії 1.32b, зі зміненим з метою покращення рушієм id Tech 3. Для роботи ioquake3 необхідний невільний файл даних з оригінальної гри, pak0.pk3, який можна взяти з компакт-диска Quake III Arena, придбавши гру за допомогою сервісу Steam і в багатьох інших магазинах. Інші файли даних, pak1.pk3, pak2.pk3 тощо, можна легально завантажити з інтернету (наприклад, з офіційного сайту ioquake3), тому що ці файли поширюються разом із патчами до гри.

## Опис
Ігровий процес оригінальної гри не змінено, зміни стосуються тільки її рушія, id Tech 3. Нові можливості вмикаються або через виправлення конфігураційного файлу, або з консолі гри: оригінальне меню налаштувань не змінено. ioquake3 вдалося запустити на багатьох платформах, що відрізняються від Windows/Linux/Mac OS X та x86/PowerPC. Для Linux-версії додано підтримку звукової системи ALSA на додаток до OSS, також додано підтримку 64-бітового збирання. Але з відкритого сирцевого коду Quake III Arena версії 1.32 виключено підтримку хуків для залучення PunkBuster, яка є в закритій версії гри. Тому змусити працювати PunkBuster в ioquake3 не можна, що заважає стати ioquake3 варіантом гри Quake III Arena де-факто для деяких Linux-гравців. Сам PunkBuster невільний і наявний у пропрієтарній версії гри Quake III Arena.
На базі рушія ioquake3 побудовано такі ігри, як Urban Terror, OpenArena, World of Padman, Turtle Arena і Tremulous. Нині[коли?] програмісти зі спільноти відкритого ПЗ переносять на рушій ioquake3 гру Return to Castle Wolfenstein. Вонаа ґрунтується на ігровому рушії id Tech 3, початковий код якого відкрито вже після релізу Return to Castle Wolfenstein. Початковий код Return to Castle Wolfenstein представлено громадськості на конференції QuakeCon 2010 12 серпня 2010.

## Зміни сирцевого коду
Поточна версія ioquake3 — 1.36, загальний список змін порівняно з грою Quake III Arena версії 1.32 від компанії id Software приблизно такий:
- Версії для нових платформ
- Можливість завантаження даних з HTTP та FTP серверів за допомогою cURL
- Рендеринг звуку засобами OpenAL дозволяє формувати об'ємний звук (підтримується 5.1 та 7.1), крім того, покращено якість звуку
- Підтримка відтворення Ogg Vorbis
- Підтримка VoIP в ігровому рушії, при цьому, як опція, доступна можливість визначення місця розташування гравця за допомогою програми Mumble
- Підтримка IPv6
- Можливість використання сервера SDL одночасно з OpenGL для керування вікном гри та пристроями введення. Це дало змогу полегшити портування гри на нові платформи.
- Стереозображення для власників спеціальних окулярів (підтримується Анагліф)
- Повна підтримка x86-64, що включає оптимізацію коду гри під нові процесорні команди
- Переписано компілятор PowerPC JIT, реалізовано підтримку архітектури ppc64
- Новий компілятор SPARC JIT підтримує як sparc32, так і sparc64
- Підтримка компіляції в MinGW — кроскомпіляції Windows-версії з Linux
- Автодоповнення команд у консолі гри
- Історія команд у консолі, включена за умовчанням
- Утиліти QVM (Quake Virtual Machine, Віртуальна машина Quake)
- Підтримка різних кольорів у текстовому виводі для POSIX-сумісних операційних систем
- Підтримка системи GUID
- Підтримка кількох користувачів у Windows-версії гри (тепер конфігураційні файли зберігаються в каталогах Application Data користувачів)
- Підтримка текстур у форматі PNG
- Багато невеликих виправлень та доповнень